# Fokker M.5
El Fokker M.5 era un avión monoplano de un solo asiento, sin armamento, diseñado y construido por Anthony Fokker en 1913. Sirvió como un avión de reconocimiento ligero con el ejército alemán al estallar la Primera Guerra Mundial y fue la base para el primer avión de combate exitoso, el Fokker EI, en el ejército alemán.

## Diseño
El diseño de Fokker para el «M.5» se basó muy de cerca en el del monoplano francés de ala de hombro Morane-Saulnier H, aunque el fuselaje tenía un marco de tubo de acero soldado en lugar de la estructura de madera del Tipo H.
La planta de potencia fue un motor rotativo de 7 cilindros Oberursel U.0 de 60 kW (80 CV) construido por Motorenfabrik Oberursel con licencia Gnome Lambda. Como en el original de Morane, la cola y los alerones de profundidad se movían por completo, sin secciones fijas. Hubo dos versiones de la M.5: la «M.5L» de largo alcance y la «M.5K» de corto alcance ("K" para kurz que significa "corto" en alemán). El M.5 era liviano, fuerte y maniobrable, capaz de realizar acrobacias aéreas aunque, como todos los aviones que confían en el estilo inicial de los alerones balanceados de Morane, tenía un control muy sensible. El propio Fokker actualizó en el M.5 en Johannisthal. En mayo y junio de 1914, ganó varios premios.

## Adopción por el ejército alemán
El ejército alemán adoptó el M.5L de largo alcance militarizado, fabricado por Halberstadt, designado como A.II. Una versión de dos asientos, conocida como 'M.8' también entró en servicio como 'A.I' que fue construida por Fokker. Estos aviones se utilizaron en los frentes occidental y oriental en las primeras etapas de la guerra. A principios de 1915, 10 unidades M.5K fueron montados, denominado «A.III», pero antes de la entrega de cinco fueron modificados y de estar equipado con una sola ametralladora 7,92 mm (0,312 in) Parabellum MG 14  se convirtieron en el cinco Fokker, '«M». Prototipos de producción 5K / «MG» de la Fokker EI.

## Variantes
- M.5K

(K- Kurz - versión corta) Versión corta, designada retrospectivamente Fokker A.III después de entrar en servicio con el Ejército Imperial Alemán como avión de reconocimiento.
- M.5L

(L - Lange - long) Versión de largo alcance, designada retrospectivamente Fokker AI después de entrar en servicio con el ejército imperial alemán como avión explorador.
- M.5K / MG

Cinco aviones M.5K armados con una única ametralladora Parabellum MG14 de 7,9 mm (0,311 pulg) Como prototipos de producción del Fokker EI
- M.6

Una versión tandem de dos asientos de la M.5. El único avión fue destruido durante las pruebas en un aterrizaje forzoso después de un fallo del motor inducido por el piloto.
- M.7

Basado estrechamente en la M.5, la M.7 tenía alas de sesquiplano. Veinte M.7s fueron producidos para la Armada Imperial Alemana.
- M.8

Producción al lado del servicio de entrada de explorador de dos plazas como Fokker A.II.
- Fokker AI

Designación del servicio de la M.5L
- Fokker A.II

Designación de servicio del M.8
- Fokker A.III

Designación de servicio del M.5K
- Fokker EI

El avión de producción armada en servicio con el Ejército Imperial Alemán, popularmente conocido como Fokker Eindekker , responsable del Fokker Scourge .
- W.3 / W.4

Un M.7 equipado con flotadores.

## Operadores
Imperio austrohúngaro
- Tropas de aviación imperial y real austro-húngaras
- Armada Austro-Húngara

 Imperio alemán
- Luftstreitkrafte

## Especificaciones (M.5K)
Datos de

### Características generales
Tripulación: 1 piloto
Longitud: 7.2 m (23 pies 7 pulg.)
Envergadura: 9.5 m (31 pies 2 pulg.)
Central eléctrica : 1 × motor de pistón rotativo Oberursel U.0 de 7 cilindros, 60 kW (80 CV)
Hélices: hélice de paso fijo de madera de 2 palas
Actuación
Velocidad máxima: 130 km/h (81 mph; 70 kn)
Techo de servicio: 3000 m (9800 pies)

### Desarrollo relacionado
- Fokker EI

### Aviones de función, configuración y época comparables
- Morane-saulnier h